# NGC 3117
NGC 3117 (również PGC 29340 lub UGC 5445) – galaktyka eliptyczna (E), znajdująca się w gwiazdozbiorze Sekstantu. Odkrył ją Édouard Jean-Marie Stephan 15 marca 1877 roku.